# Шешорівська сільська рада
| Шешорівська сільська рада — орган місцевого самоврядування у Косівському районі Івано-Франківської області з адміністративним центром у с. Шешори. Водоймища на території, підпорядкованій даній раді: річка Пістинька. Сільській раді підпорядковані населені пункти: - с. Шешори |

## Склад ради
Рада складається з 18 депутатів та голови.

### Керівний склад ради
| ПІБ                          | Основні відомості                                                                     | Дата обрання | Дата звільнення |
| ---------------------------- | ------------------------------------------------------------------------------------- | ------------ | --------------- |
| Якібчук Василь Володимирович | Сільський голова, 1967 року народження, освіта                                        | 26.03.2006   | 31.10.2010      |
| Якібчук Василь Володимирович | Сільський голова, 1967 року народження, освіта, член політичної партії 'Наша Україна' | 31.10.2010   |                 |

Примітка: таблиця складена за даними джерела